# Радивоје Манић
Радивоје Манић (Пирот, 16. јануар 1972) је бивши српски фудбалер и фудбалски тренер.

## Каријера
Фудбалску каријеру започео је у ФК Раднички Пирот (1988—1991), а након тога играо је као позајмљен играч за ФК Дубочица из Лесковца (1991—1992). Као фудбалер, афирмисао се у дресу ФК Раднички Ниш где је у сезони 1994/1995. био први стрелац тима са 19 погодака.
Зиме 1996. године потписао је уговор за корејски клуб ФК Бусан Ипарк (тада Бусан Даеву Ројалс), са којим је освојио три титуле првака Јужне Кореје и у клубу остао до 2002. године. Проглашен је фудбалером сезоне Корејске лиге 1997. године. Наступао је и за ФК Инчетон у периоду од 2004—2005. године.
Добијањем држављанства Јужне Кореје, Манић је постао тек четврти фудбалер који је постао држављанин ове земље, са корејским именом Манисан. У дресу ФК Серезо Осака на 17 утакмица постигао је 7 голова.

## Репрезентација
За фудбалску репрезентацију Југославије одиграо је једну утакмицу. Због повреда неколико фудбалера, позван је у тим. Ушао је пред крај сусрета против фудбалске репрезентације Јужне Кореје (1:1), заменивши Вука Рашовића. Због играња неколико минута за репрезентацију Југославије, изгубио је право да наступа за фудбалску репрезентацију Јужне Кореје, која се спремала за Светско првенство 2002. године, на коме је стигла до полуфинала.

## Крај каријере
Након дугог низа година играња у Јужној Кореји, Манић се у неколико наврата враћао у родни Пирот и ФК Раднички Пирот, где је започео фудбалску каријеру и за који је одиграо највише утакмица. Наступао је још и за ФК Напредак Крушевац (2003–2004), ФК Севојно (2006), а каријеру је завршио у ФК Младеновац (2007). године.
Фудбалску каријеру окончао је због саобраћајне несреће у јулу 2007. године код Беле Паланке. Након тога остао је у фудбалу као тренер и предводио ФК Цар Константин (2011), ФК Раднички Пирот (2011–2012) и ФК Балкански (2012–2013) из Димитровграда.